# Abadía de Sylvanès
La abadía de Sylvanès está situada en la comuna francesa del mismo nombre, en el departamento de Aveyron. Es una abadía cisterciense, que presenta un relativo buen estado de conservación.

## Historia
La abadía fue fundada en 1136 por Pons de Lera, originario de estas tierras, que se retiró para dedicarse a la oración. La construcción del monasterio se inició en 1151. La vida del centro se desarrolló con normalidad hasta que en 1477 comenzó a tener abades comendatarios, que no residían con la comunidad, y que, como otros monasterios significó el inicio de decadencia.
Más adelante comenzó la destrucción de los edificios, lo que se agravó con la  Revolución, y cuando las dependencias conventuales pasaron a manos particulares y la iglesia pasó a ser parroquial (1791). En 1854 el lugar obtuvo la clasificación de Monumento Historique. En 1970 la comuna pudo recuperar la propiedad de la parte del monasterio que estaba en manos particulares.

## Edificios

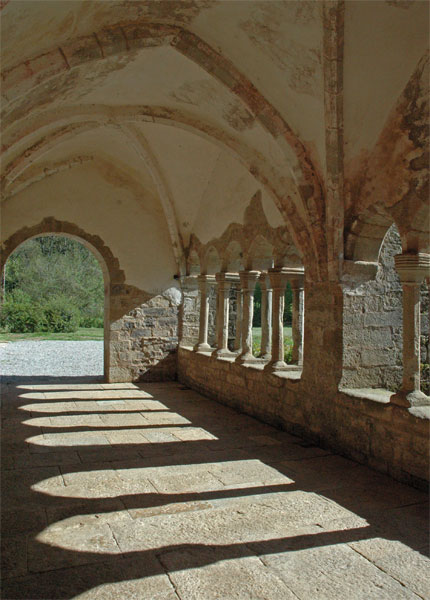
Galería del claustro.

Se conserva la magnífica iglesia de nave única con capillas laterales entre los contrafuertes. Tiene un ábside central rectangular, de grandes dimensiones, con dos ábsides laterales a cada lado, todos ellos abiertos al transepto.
Por una puerta se accedía al claustro, del que queda una mínima parte, con arcos apuntados. De aquí se puede acceder a la sala capitular, una sala de grandes dimensiones ahora un poco enmascarada por los estucos de la época en que se destinó a sala de recepciones (siglos XVII y XVIII).

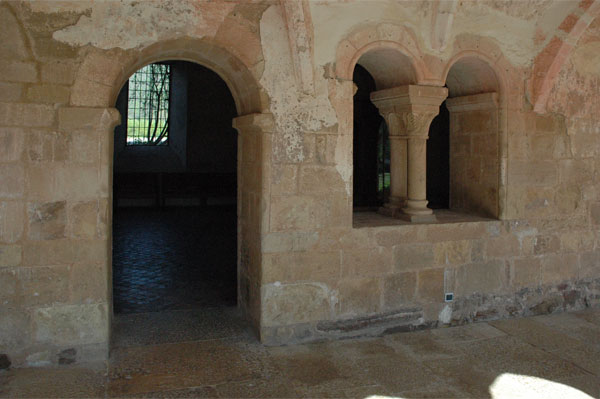
Fachada de la sala capitular.
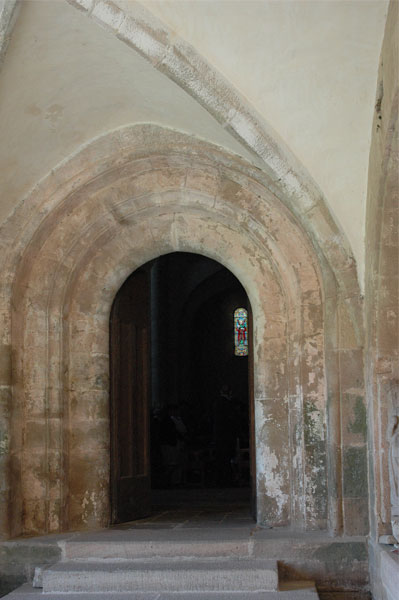
Portal entre la iglesia y el claustro.